# Frank Norbert Rieter
 Frank Norbert Rieter (Nijmegen, 16 juni 1973) is een Nederlands schrijver van proza, theaterteksten en gedichten. Daarnaast is hij organisator van literaire events, waaronder de Nijmeegse Literatuurprijs. Rieter heeft meerdere boeken in eigen beheer uitgegeven. In 2017 won zijn novelle De dundenker de Short Novel Award en werd in datzelfde jaar uitgegeven door Xander Uitgevers.

## Boeken
- (2009) Tussen Marienburg en Hersteeg is een bankgebouw verrezen : kleine geschiedenis van een bankgebouw [eigen beheer]
- (2012) De tweede man. Een verkiezingsnovelle, uitgeverij Leviathan, ISBN 9789081831840
- (2012) Onze loodgieter. Met drie cent en vier extra benen op weg naar het beloofde land, reisverhaal, uitgeverij Leviathan, ISBN 9789081831826
- (2012) Het lichte hart van de mastodont, roman, uitgeverij Leviathan, ISBN 9789081831802
- (2013) The temple. Houdt iemand me vast als ik loslaat? (tekst geschreven in opdracht van Theatergroep Augustus)
- (2017) De dundenker, short novel, uitgeverij Xander, ISBN 9789401607247